# Olympische Geschichte Bhutans
| Gelbes Symbol für Goldmedaillen mit stilisierten Olympischen Ringen | Graues Symbol für Silbermedaillen mit stilisierten Olympischen Ringen | Braundes Symbol für Bronzemedaillen mit stilisierten Olympischen Ringen |
| ------------------------------------------------------------------- | --------------------------------------------------------------------- | ----------------------------------------------------------------------- |
| —                                                                   | —                                                                     | —                                                                       |

Bhutan, dessen NOK, das Bhutan Olympic Committee, 1983 gegründet und im selben Jahr vom IOC anerkannt wurde, nimmt seit 1984 an Olympischen Sommerspielen teil. Bis 2008 traten die Sportler des Landes ausschließlich im Bogenschießen, dem Volkssport Bhutans, an. Zu Winterspielen wurden bislang keine Sportler entsandt. Jugendliche Sportler nahmen an allen bislang ausgetragenen Jugend-Sommerspielen teil.

## Übersicht

### Sommerspiele
Die ersten Olympioniken des Landes waren am 8. August 1984 die Bogenschützen Thinley Dorji, Nawang-Dash Pelzang und Lhendup Tshering. Am gleichen Tag gingen auch die ersten Frauen aus Bhutan im Bogenschießen an den Start. Es waren Sonam Chuki, Rinzi Lham und Karma Choden. Bis 2008 bestanden alle Olympiamannschaften Bhutans aus Bogenschützen. Erst 2012 in London nahm ein Sportschütze teil. 2020 waren ein Judoka und ein Schwimmer dabei, außerdem eine Bogen- und eine Sportschützin. 
2024 in Paris startete mit Kinzang Lhamo erstmals eine Leichtathletin für Bhutan. Im Marathon der Frauen erhielt sie internationale Aufmerksamkeit, als sie trotz eines Rückstands von knapp neunzig Minuten auf die Siegerin das Ziel erreichte.

### Jugendspiele
Eine jugendliche Sportlerin ging bei der ersten Austragung von Olympischen Jugend-Sommerspielen 2010 in Singapur im Taekwondo an den Start.
2014 in Nanjing nahmen zwei Athleten, ein Junge und ein Mädchen, teil. Sie traten in der Leichtathletik und im Schießen an. Bei den Sommerspielen 2018 in Buenos Aires gelang Yangchen Wangmo der erste bhutanische Medaillengewinn. Als Teil des internationalen Judo-Mixed-Teams "London" gewann Wangmo eine Bronzemedaille. 

## Übersicht der Teilnehmer

### Sommerspiele
| Jahr      | Athleten           | Athleten           | Athleten           | Flaggenträger                 | Sportarten         | Sportarten         | Sportarten         | Sportarten         | Sportarten         | Medaillen          | Medaillen          | Medaillen          | Medaillen          | Rang               |
| Jahr      | Gesamt             | Männer             | Frauen             | Flaggenträger                 | Bogenschießen      | Schießen           | Judo               | Schwimmen          | Leichtathletik     |                    |                    |                    | Total              | Rang               |
| --------- | ------------------ | ------------------ | ------------------ | ----------------------------- | ------------------ | ------------------ | ------------------ | ------------------ | ------------------ | ------------------ | ------------------ | ------------------ | ------------------ | ------------------ |
| 1896–1980 | nicht teilgenommen | nicht teilgenommen | nicht teilgenommen | nicht teilgenommen            | nicht teilgenommen | nicht teilgenommen | nicht teilgenommen | nicht teilgenommen | nicht teilgenommen | nicht teilgenommen | nicht teilgenommen | nicht teilgenommen | nicht teilgenommen | nicht teilgenommen |
| 1984      | 6                  | 3                  | 3                  | Thinley Dorji                 | 6                  |                    |                    |                    |                    |                    |                    |                    |                    |                    |
| 1988      | 3                  | 3                  | 0                  | Pema Tshering                 | 3                  |                    |                    |                    |                    |                    |                    |                    |                    |                    |
| 1992      | 6                  | 3                  | 3                  | Jubzang Jubzang               | 6                  |                    |                    |                    |                    |                    |                    |                    |                    |                    |
| 1996      | 2                  | 1                  | 1                  | Jubzang Jubzang               | 2                  |                    |                    |                    |                    |                    |                    |                    |                    |                    |
| 2000      | 2                  | 1                  | 1                  | Jubzang Jubzang               | 2                  |                    |                    |                    |                    |                    |                    |                    |                    |                    |
| 2004      | 2                  | 1                  | 1                  | Tshering Choden               | 2                  |                    |                    |                    |                    |                    |                    |                    |                    |                    |
| 2008      | 2                  | 1                  | 1                  | Tashi Peljor                  | 2                  |                    |                    |                    |                    |                    |                    |                    |                    |                    |
| 2012      | 2                  | 0                  | 2                  | Sherab Zam                    | 1                  | 1                  |                    |                    |                    |                    |                    |                    |                    |                    |
| 2016      | 2                  | 0                  | 2                  | Karma                         | 1                  | 1                  |                    |                    |                    |                    |                    |                    |                    |                    |
| 2020      | 4                  | 2                  | 2                  | Karma / Sangay Tenzin         | 1                  | 1                  | 1                  | 1                  |                    |                    |                    |                    |                    |                    |
| 2024      | 3                  | 2                  | 1                  | Kinzang Lhamo / Sangay Tenzin | 1                  |                    |                    | 1                  | 1                  |                    |                    |                    |                    |                    |
| Gesamt    | Gesamt             | Gesamt             | Gesamt             | Gesamt                        | Gesamt             | Gesamt             | Gesamt             | Gesamt             | Gesamt             | 0                  | 0                  | 0                  | 0                  | -                  |

### Winterspiele
| Jahr      | Athleten           | Athleten           | Athleten           | Flaggenträger      | Sportarten         | Medaillen          | Medaillen          | Medaillen          | Medaillen          | Medaillen          |
| Jahr      | Gesamt             | m                  | w                  | Flaggenträger      | Sportarten         |                    |                    |                    | Gesamt             | Rang               |
| --------- | ------------------ | ------------------ | ------------------ | ------------------ | ------------------ | ------------------ | ------------------ | ------------------ | ------------------ | ------------------ |
| 1924–2022 | nicht teilgenommen | nicht teilgenommen | nicht teilgenommen | nicht teilgenommen | nicht teilgenommen | nicht teilgenommen | nicht teilgenommen | nicht teilgenommen | nicht teilgenommen | nicht teilgenommen |
| Gesamt    | Gesamt             | Gesamt             | Gesamt             | Gesamt             | Gesamt             | 0                  | 0                  | 0                  | 0                  | -                  |

## Medaillengewinner

### Goldmedaillen
Bislang (Stand 2024) keine Medaillengewinner

### Silbermedaillen
Bislang (Stand 2024) keine Medaillengewinner

### Bronzemedaillen
Bislang (Stand 2024) keine Medaillengewinner